# Макао на Светском првенству у атлетици на отвореном 2011.
Макао је учествовао на 13. Светском првенству у атлетици на отвореном 2011. одржаном у Тегу од 27. августа до 4. септембра шести пут. Репрезентацију Макаоа представљао је један атлетичар који се такмичио у трци на 110 м са препонама.,
На овом првенству Макао није освојио ниједну медаљу, нити је оборен неки рекорд.

## Учесници
Мушкарци
- Ким Фаи Јонг — 110 м препоне

## Резултати

### Мушкарци
| Атлетичар    | Дисциплина    | Лични рекорд | Квалификације | Квалификације | Полуфинале           | Полуфинале           | Финале               | Финале  | Детаљи |
| Атлетичар    | Дисциплина    | Лични рекорд | Резултат      | Место         | Резултат             | Место                | Резултат             | Место   | Детаљи |
| ------------ | ------------- | ------------ | ------------- | ------------- | -------------------- | -------------------- | -------------------- | ------- | ------ |
| Ким Фаи Јонг | 110 м препоне | 14,71 НР     | 15,35         | 8. у гр. 3    | Није се квалификовао | Није се квалификовао | Није се квалификовао | 32 / 32 |        |